# 江藤正基
江藤正基（日语：／ Eto Masaki，1954年2月26日—），日本前男子摔跤运动员。他曾代表日本参加1984年夏季奥林匹克运动会摔跤比赛，获得男子古典式57公斤级银牌。